# Simone Rocha
Simone Camargo Rocha (3 de agosto de 1976) é uma jogadora de golbol brasileira.
Ela é irmã do cantor Edu Camargo, também deficiente visual, que participou da 3.ª temporada do talent show The Voice Brasil.

## Biografia e carreira

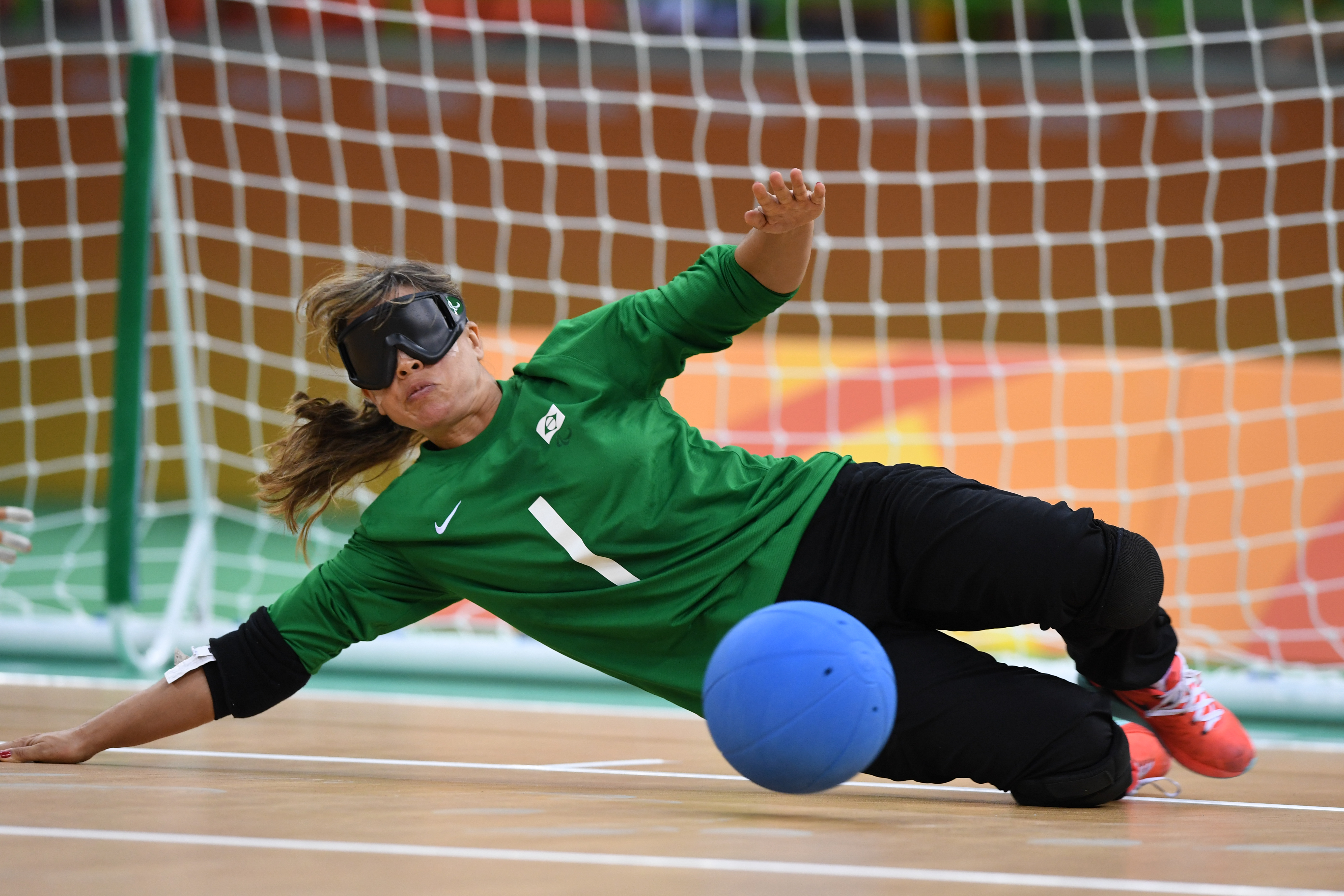
Partida Brasil vs. China nas Paralímpiadas do Rio 2016

Rocha é natural da cidade de São Paulo. Ela nasceu com glaucoma congênito e, já em seus primeiros dias de vida, passou por cirurgias para correção do problema. Teve baixa visão dos três aos doze de idade, quando ficou totalmente cega depois de um transplante malsucedido no olho direito, e de um trauma no olho esquerdo, que causou atrofia no nervo óptico. Ela é gradua em psicologia e trabalha como agente de telecomunicações da Polícia Civil.
Rocha começou a competir no torball, porém tal esporte deixou de ser praticado no Brasil, o que fez com que ela começasse a dividir seu tempo entre golbol e o atletismo. Chegou a competir pelo atletismo nas Paralímpiadas de Atenas 2004 nas provas dos 100 e 200 metros rasos, classe T11 (cegueira total).
Nas Paralímpiadas de Pequim 2008 representou o Brasil com a equipe feminina de golbol onde ficaram em 6.º lugar. Nos Jogos Parapan-Americanos de Toronto 2015 conquistou a medalha de ouro após derrotar os Estados Unidos por 7 x 6 na final. Nas Paralímpiadas do Rio 2016, disputou a medalha de bronze contra a China, porém foi derrotada ficando apenas com o 4.º lugar. Nos Jogos Parapan-Americanos de Lima 2019 faturou o ouro novamente derrotar a equipe norte-americana por 4 x 3 na prorrogação.

## Principais conquistas
Jogos Parapan-Americanos
- Ouro – 2015[1]
- Ouro – 2019[1]